# 安倍東人
安倍 東人（あべ の あずまひと）は、奈良時代から平安時代初期にかけての貴族。氏は阿倍とも記される。参議・阿倍沙弥麻呂の子とする系図がある。官位は従四位上・刑部卿。

## 経歴
天平宝字8年（764年）藤原仲麻呂の乱後に従五位下に叙爵。天平神護3年（767年）伊勢守を務めていたが、同国度会郡の等由気の宮（現在の豊受大神宮）の上に五色の瑞雲が立ち上って宮の上を覆ったとして、雲の形を書写して進上した。この頃平城京でも同様に瑞雲が見られ、これらを契機に神護景雲への改元が行われ、東人は従五位上に昇叙された。
神護景雲3年（770年）称徳天皇の崩御後まもなく中務大輔に任ぜられて京官に復帰し、次いで宮内大輔に転じる。光仁朝では大蔵大輔・豊後守などを歴任。のち、宝亀10年（779年）正五位下、宝亀11年（780年）正五位上、天応元年（781年）桓武天皇の即位に伴い従四位下と、光仁朝末から桓武朝初頭にかけて順調に昇進した。
桓武朝では刑部大輔を経て、延暦4年（785年）従四位上・刑部卿に至る。
延暦18年（799年）1月28日卒去。最終官位は散位従四位上。

## 官歴
『続日本紀』による。
- 時期不詳：正六位上
- 天平宝字8年（764年） 10月7日：従五位下
- 時期不詳：伊勢守
- 天平神護3年（767年） 8月16日：従五位上
- 神護景雲3年（770年） 8月22日：中務大輔。9月16日：宮内大輔
- 宝亀3年（772年） 11月9日：大蔵大輔
- 宝亀7年（776年） 3月6日：豊後守
- 宝亀10年（779年） 正月23日：正五位下
- 宝亀11年（780年） 正月7日：正五位上
- 天応元年（781年） 4月15日：従四位下
- 天応2年（782年） 2月7日：刑部大輔
- 延暦4年（785年） 7月29日：刑部卿。8月7日：従四位上
- 延暦18年（799年） 正月28日：卒去（散位従四位上）

## 系譜
- 父：阿倍沙弥麻呂[3]
- 母：不詳
- 生母不明の子女
  - 男子：安倍広主[4]
  - 男子：安倍浄足[4]
  - 三男：安倍寛麻呂（757-820）